# Achim Moosberger
Achim Moosberger (* 25. Februar 1992 in Filderstadt) ist ein ehemaliger deutscher Eishockeyspieler und aktueller Eishockeyschiedsrichter.

## Karriere
Achim Moosberger begann in seiner Heimatstadt Esslingen am Neckar mit dem Eishockeyspielen, nachdem er ein Jahr lang in der F3-Jugend des VfB Stuttgart Fußball spielte. 2005 wechselte er von der ESG Esslingen in die Schüler-Mannschaft des SC Bietigheim-Bissingen, blieb aber dort wegen des hohen Aufwandes nur ein halbes Jahr. Danach spielte er wieder bei seinem Heimatverein in Esslingen, bevor er eine Saison für die Schülermannschaft des Mannheimer ERC absolvierte.
Zwischen 2007 und 2010 ging er für die Jungadler Mannheim in der Deutschen Nachwuchsliga (DNL) aufs Eis und gewann mit diesen drei DNL-Meisterschaften in Folge.
In der Saison 2010/2011 spielte er bei den Heilbronner Falken. Zusätzlich erhielt er eine Förderlizenz für die Adler Mannheim, für die er drei Partien im Rahmen der European Trophy absolvierte.
Im Zeitraum von 2011 bis 2013 gehörte Moosberger dem Kader des SC Bietigheim-Bissingen an. Im Januar 2012 erhielt Moosberger eine Förderlizenz für den VER Selb, bei dem er im Mai 2013 einen Einjahresvertrag unterzeichnete.
Im Februar 2014 unterzeichnete Moosberger eine weitere Vertragsverlängerung beim VER-Selb für 2 Jahre bis 2016. Nachdem er danach seinen Vertrag noch um weitere 3 Jahre verlängert hatte, beendete er im Jahr 2019 seine Karriere.
Seit 2019 ist Moosberger als Schiedsrichter tätig, in der Saison 2023/24 wurde er erstmals in der DEL eingesetzt.

## Erfolge
Für Deutschland nahm Moosberger an der U18-Junioren-B-Weltmeisterschaft 2010 in Polen teil. Er stieg mit der Mannschaft wieder in die Top-Division auf.
- 2008 Deutscher Junioren-Meister mit den Jungadlern Mannheim
- 2009 Deutscher Junioren-Meister mit den Jungadlern Mannheim
- 2010 Deutscher Junioren-Meister mit den Jungadlern Mannheim
- 2012 DEB-Pokal-Sieger  mit dem SC Bietigheim-Bissingen
- 2013 DEB-Pokal-Sieger  mit dem SC Bietigheim-Bissingen
- 2013 Deutscher 2.Liga Meister mit dem SC Bietigheim-Bissingen